# William Pierrepont (4e comte de Kingston-upon-Hull)
William Pierrepont, 4e comte de Kingston-upon-Hull (v. 1662 - 17 septembre 1690)  est un pair britannique et membre du Parlement. 

## Biographie
Deuxième fils de Robert Pierrepont de Thoresby Nottinghamshire et de son épouse Elizabeth Evelyn, il est né sur le domaine Evelyn de West Dean, dans le Wiltshire. Il fait ses études au Trinity College, à Oxford. 
En juin 1682, il hérite du comté de Kingston-upon-Hull de son frère aîné, Robert Pierrepont, 3e comte de Kingston-upon-Hull. 
En 1689 et 1690, il remplit les fonctions de colonel d'un régiment d'infanterie, de Lord Lieutenant du Nottinghamshire et de Lord Lieutenant du East Riding of Yorkshire, de juge en chef à Eyre North of the Trent et de haut commissaire de Kingston-upon-Hull. 
Il meurt en 1690 d'apoplexie à Holme Pierrepont. Son frère cadet, Evelyn Pierrepont, lui succède en tant que 5e comte.